# Nomofílax

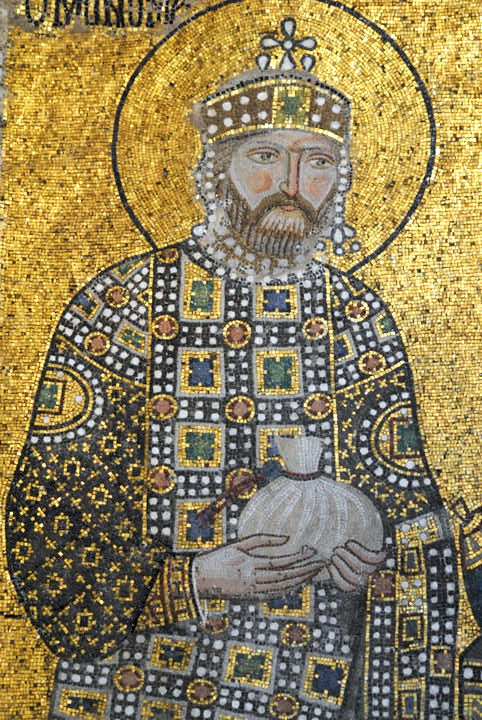
imperador r.

Nomofílax (em grego: νομοφύλαξ; romaniz.: Nomofýlax; lit. "o guardião da lei") foi um ofício criado pelo imperador Constantino IX Monômaco (r. 1042–1055) em 1043, 1045 ou 1047. Inicialmente consistia no presidente da Escola de Direito de Constantinopla, tendo sido descrito por Miguel Pselo como o presidente da corte, o estratego dos juízes e o líder das leis. Esteve inscrito entre os senadores, tendo uma cadeira logo após o mestre dos julgamentos com um roga anual de 4 litras, além de um manto de seda, presentes imperiais no Domingo de Ramos e benefícios indefinidos ou siterésia.
Logo após sua criação tornou-se uma posição entre a administração do Estado e Igreja. Seu primeiro titular foi o patriarca João XIII. No século XII, o posto foi mantido por vários canonistas renomados como Aleixo Aristeno, Nilo Doxopatra, Teodoro Balsamo, e no século XIV por Constantino Armenópulo. No século XIV, são mencionados nomofílaxes tanto civis como eclesiásticos, de modo que o nomofílax eclesiástico ocupou uma posição similar a do diceofílax.